# Tim Burns
Tim Burns est un acteur australien né en 1953 à Canberra, connu pour son rôle de jeune motard délinquant dans Mad Max.

## Filmographie

### Cinéma

#### Longs métrages
- 1978 : La Nuit, un rôdeur(The Night, the Prowler) de Jim Sharman : Hippy Boyfriend
- 1979 : The Odd Angry Shot] de Tom Jeffrey : un invité à la fête (non crédité)
- 1979 : Mad Max : Johnny, le garçon
- 1979 : Cathy's Child de  Donald Crombie : journaliste de la hot-line
- 1980 : Réaction en chaîne (The Chain Reaction) de Ian Barry : L'enquêteur
- 1981 : ...Maybe This Time de Chris McGill : étudiant 1
- 1982 : Monkey Grip de Ken Cameron : Martin
- 1983 : Now and Forever d'Adrian Carr : Kent Adams
- 1983 : Going Down de Haydn Keenan : Newlywed Dave
- 1983 : Money to Burn de Virginia L. Stone
- 1985 : The Boy Who Had Everything de Stephen Wallace : The Bookmaker
- 1986 : Cassandra de Colin Eggleston : Graham
- 1992 : Résistance de Hugh Keays-Byrne : Kyogle

#### Courts métrages
- 1978 : The Battle of Mice and Frogs de Rivka Hartman : un jeune homme
- 1983 : Stations de Jackie McKimmie : Dick
- 1987 : Confidentially Speaking de Briann Kearney : conseiller

### Télévision

#### Téléfilms
- 1978 : Cass de Chris Noonan

#### Séries télévisées
- 1977-1979 : Glenview High : Miller (9 épisodes)
- 1978 : Cop Shop : Steve Hall (2 épisodes)
- 1979 : Chopper Squad (épisode The Other Man's Grass : Ben
- 1979 : Patrol Boat : Chef / A.B. "Chef" McKinnon (7 épisodes)
- 1983 : The Dismissal (mini-série) : David Smith